# Stichting Skepsis
Stichting Skepsis je nizozemská organizace, která se věnuje propagaci vědeckého skepticismu. Je členem Evropské rady skeptických organizací (ECSO).

## Aktivity
Od roku 1988 vydává organizace čtyřikrát ročně časopis Skepter, který v současnosti rediguje Hans van Maanen. Stichting Skepsis také provozuje blog Skepsis, který kriticky zkoumá zprávy a pochybné praktiky, a pořádá každoroční konferenci. V roce 2011 se spolu se skeptiky z celého světa zúčastnila kampaně 10:23. Webová stránka Klopt Dat Wel? („Je to pravda?“) vznikla ze jako odnož Stichting Skepsis, ale formálně funguje nezávisle na organizaci.

### Skepsis Congres
Každoroční konference této organizace s názvem Skepsis Congres se konala v letech 1987-2001 v Amersfoortu, v roce 2002 v Amsterdamu a od roku 2003 se koná v Utrechtu. Každá konference má specifické téma, kterému se věnuje většina nebo všechny přednášky.
- 2001: „Laat je niks wijsmaken!“. („Nenechte se zmást!“"), zaměřená na kritické myšlení.[5]
- 2002: „Nuttig of nodeloos? Onderzoek naar alternatieve geneeswijzen“ („Užitečný, nebo zbytečný? Výzkum alternativní medicíny“), zaměřená na nehospodárnost výzkumu alternativní medicíny.[5]
- 2003: „Waarom geloven wij?“ („Proč věříme?“), zaměřený na psychologii přesvědčení.[5]
- 2004: „Uit onderzoek blijkt...“, („Výzkum ukazuje...“), zaměřený na současné klimatické změny a environmentalismus.[5]
- 2005: „Gaat de Verlichting uit?“ („Zhasíná osvícení?“), zaměřený na náboženství a sekularizaci.[5]
- 2006: „Het paranormale“ („Paranormální jevy“), zaměřený na paranormální tvrzení a média. Přednášky Joe Nickella a Chrise Frenche.[5]
- 2007: „Ter discussie“ („Ve sporu“), zaměřená na legitimitu okrajových věd.[5]
- 2008: „Magisch bedrijfsleven“ („Magie v podnikání“), zaměřená na pseudovědecké metody v řízení lidských zdrojů.[5]
- 2009: „Kostbare onzin“ („Drahý nesmysl“), zaměřený na náklady pseudovědy.[5]
- 2010: „Complotten: werkelijkheid en fictie“ („Spiknutí: realita a fikce“), zaměřený na konspirační teorie.[5]
- 2011: „Brein en illusie“ („Mozek a iluze“), zaměřený na problém mysli a těla, kognitivní neurovědu a svobodnou vůli.[6]
- 2012: „Bij de les“ („Věnovat pozornost“), zaměřený na přírodovědné vzdělávání.[7]
- 2013: „Wonderlijke ervaringen“ („Neobyčejné zážitky“), zaměřený na psychiku, náboženské zážitky a homeopatii v Belgii.[8]
- 2014: „Crisis in de wetenschap“ („Krize ve vědě“), zaměřený na vykolejení vědeckého procesu.[9]

## Organizace
Skepsis je nezávislá nezisková organizace, kterou tvoří dobrovolníci a autoři – odborníci, kteří za psaní do jejího čtvrtletníku Skepter dostávají skromný honorář. Náklady jsou hrazeny z příspěvků předplatitelů časopisu Skepter a dárců. Jejím prvním předsedou byl v letech 1987-1998 astronom Cornelis de Jager, který byl v letech 1994-2001 také prvním předsedou Evropské rady skeptických organizací.

### Představenstvo

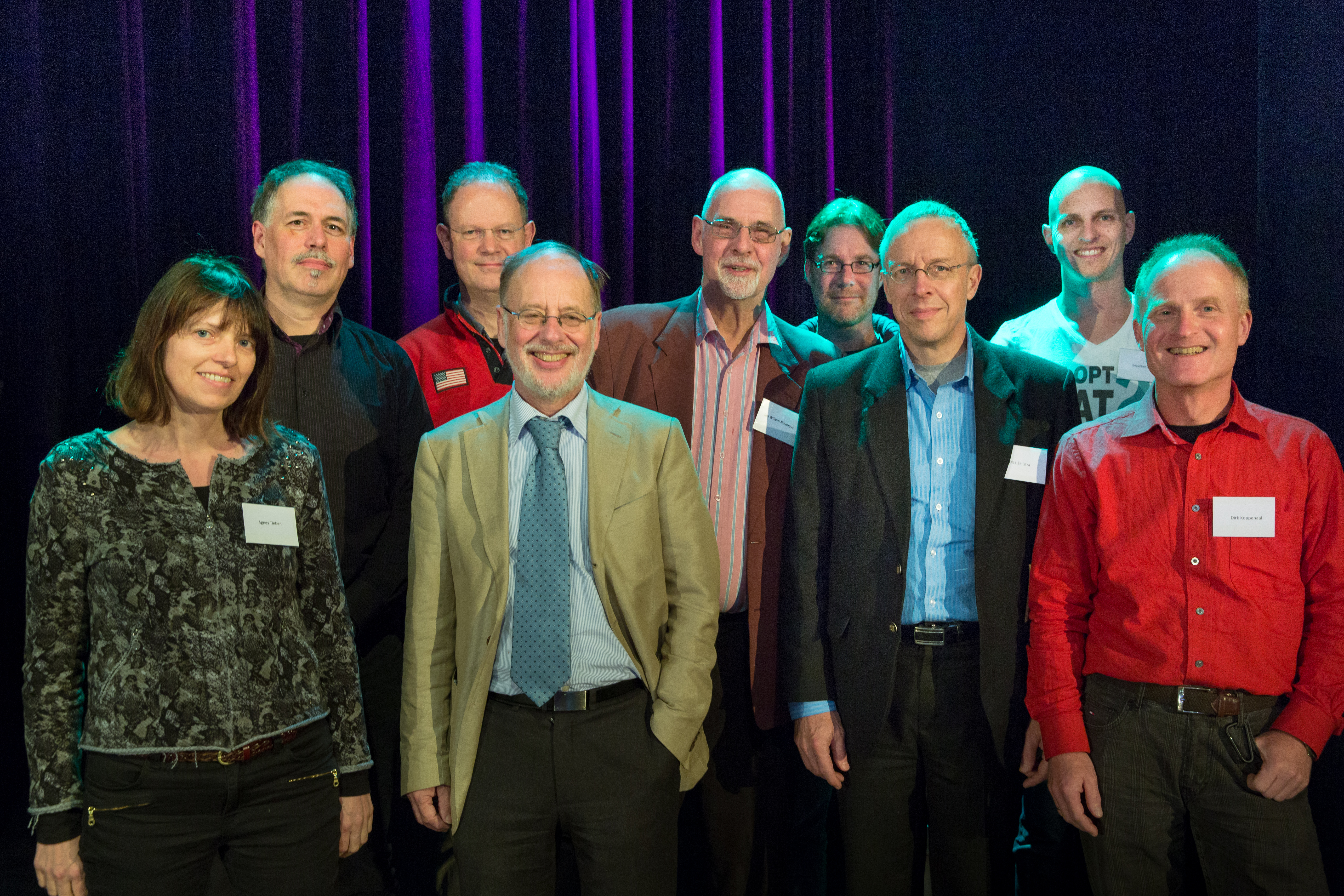
Členové správní rady Stichting Skepsis během kongresu Skepsis 2015 ve Zwolle. Zleva doprava: Agnes Tiebenová, Mario Tamboer, Gert Jan van 't Land, Frank Israel, Jan Willem Nienhuys, Pepijn van Erp, Dick Zeilstra, Maarten Koller a Dirk Koppenaal.

Současné složení:

#### Výkonný výbor
- Prof. dr. F. P. Israel (předseda)
- Dr. J. W. Nienhuys (tajemník)
- Dr. W.-J. van Zeist (pokladník)

#### Správní rada
- Drs. P. J. van Erp (webmaster)
- Drs. M. G. A. Koller (pracovní skupiny)
- Dr. D. W. Koppenaal
- Dr. G. J. van 't Land
- M. Tamboer (administrativa)
- A. M. Tieben
- Dr. B. O. Vos
- Dr. D. J. Zeilstra

#### Redakce Skepter
- Současné složení:[14]
- Hans van Maanen (šéfredaktor)[2]
- Dirk Koppenaal
- Jan Willem Nienhuys

## Kontroverze

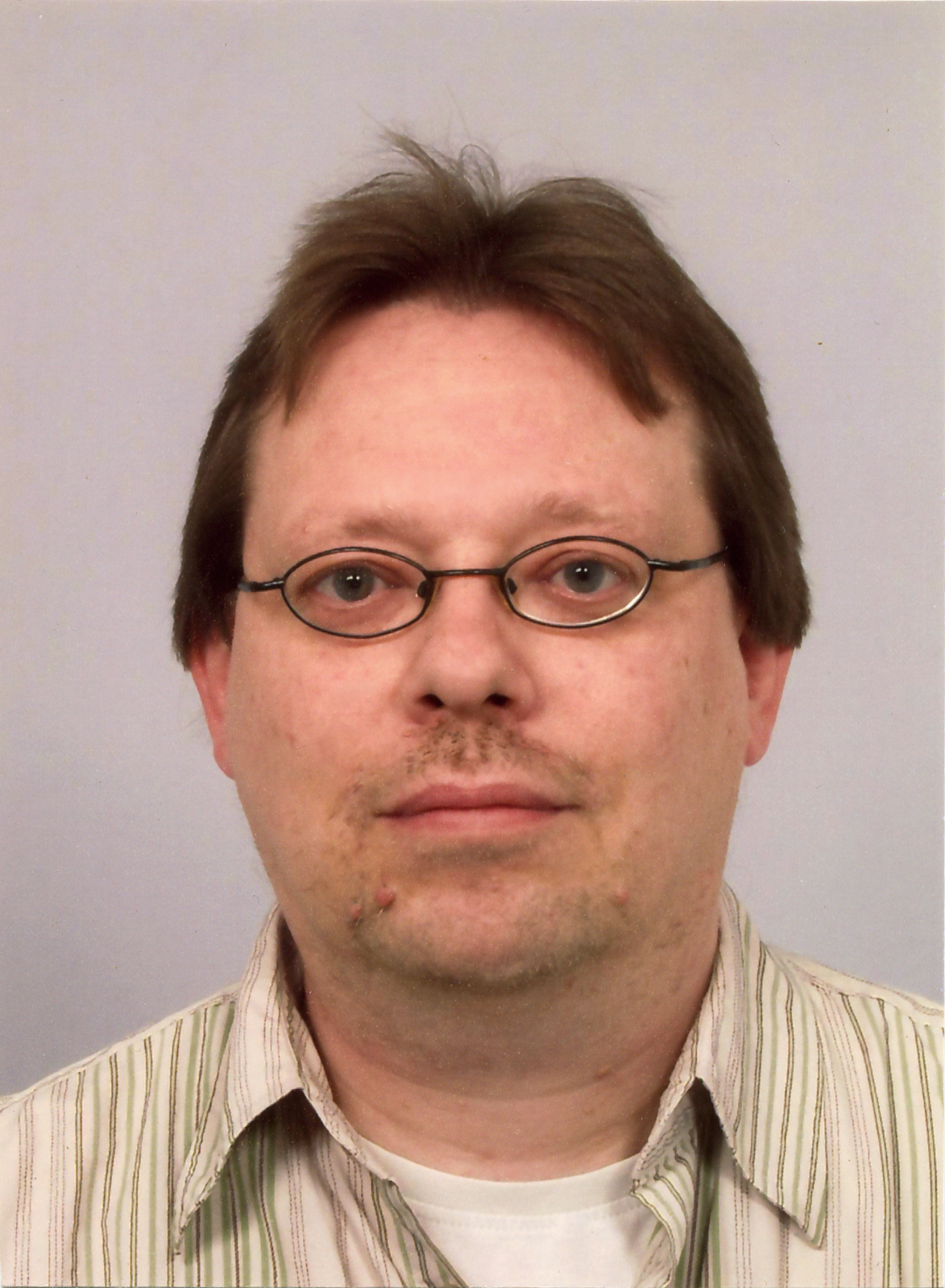
Šéfredaktor časopisu Skepter Rob Nanninga, 2002–2014

Nadace se podílela na několika významných kontroverzích.

### Robbert van den Broeke
Koncem roku 2005 se nadace Stichting Skepsis zaměřila na Robberta van den Broekeho, samozvaného jasnovidce s četnými vystoupeními v nizozemské televizi. V jedné epizodě svého televizního pořadu Er is zo veel meer (s Irene Moorsovou) používal chladné čtení na jednu ženu. Během rozhovoru tvrdil, že zná její údajné minulé životy, a řekl jí, že v dřívějším životě byla jistou „Hillegien Rozeboomovou“ a její manžel že byl „genverbrander“.
Redaktor Skepteru Rob Nanninga si tyto informace vyhledal a našel genealogickou webovou stránku se stejnými informacemi. Povolání „genverbrander“ však nikdy neexistovalo. Slovo bylo chybně napsáno a mělo znít „jeneverbrander“ (palič ginu). Podle Stichting Skepsis skutečnost, že van den Broeke slovo vyslovil chybně přesně tak, jak bylo chybně uvedeno na této webové stránce, dokazovala, že si informaci jednoduše předem vyhledal. O dva měsíce později, v únoru 2006, bylo oznámeno, že kvůli úsilí Stichting Skepsis již žádné další díly pořadu nebudou natočeny a že nebudou vysílány žádné reprízy.

### Jomanda a Sylvia Millecamová
V srpnu 2001 zemřela v důsledku rakoviny prsu nizozemská televizní osobnost Sylvia Millecamová. Po stanovení diagnózy herečka vyhledala další názory a léčbu u dvou poskytovatelů alternativní medicíny a samozvaného léčitelského média Jomandy. Ti Millecamové sdělili, že nemá rakovinu, ale že místo toho trpí jakousi bakteriální infekcí. Stav Millecamové se neustále zhoršoval až do fáze, kdy se již rakovina nedala léčit.
Nizozemský státní zástupce nejprve vznesl obvinění, ale poté, co dospěl k závěru, že se Millecamová rozhodla samostatně, od něj upustil. V té chvíli podnikly Stichting Skepsis a Vereniging tegen de Kwakzalverij právní kroky, které přinutily státního zástupce v případu pokračovat.

V roce 2009 případ skončil odsuzujícím rozsudkem nad oběma alternativními léčiteli, ale osvobozujícím rozsudkem pro Jomandu.